# Paku Alam VI
Paku Alam VI (ook: Pakoe Alam VI) was van 1901 tot 1902 de zelfregerende vorst van Pakualaman, een vorstendom op centraal Java in Indonesië. Hij volgde zijn vader Paku Alam V op als pakualam. De vorst was vazal van Yogyakarta en indirect van Nederland. De heersers van de zelfregerende vorstendommen Surakarta, Yogyakarta, Mangkunegaran en Pakualaman hadden een hoge status. . De volledige titel van de vorst was Kanjeng Gusti Pangeran Adipati Arya Paku Alam VI.